# Reza (Orense)
Reza (llamada oficialmente Santa María de Reza) es una parroquia y un lugar del municipio español de Orense, en la provincia de Orense, Galicia.

## Organización territorial
La parroquia está formada por cinco entidades de población:
- A Fonte
- A Granxa (A Eirexa)
- Carretera de Reza (A Estrada de Reza)(Estrada de Reza)
- Casagrande
- Reza

## Demografía

### Parroquia
| Gráfica de evolución demográfica de Reza (parroquia) entre 2000 y 2023 |
|                                                                        |
| Datos según el nomenclátor publicado por el INE.                       |

### Lugar
| Gráfica de evolución demográfica de Reza (lugar) entre 2000 y 2023 |
|                                                                    |
| Datos según el nomenclátor publicado por el INE.                   |